# Gurnetia durranti
Gurnetia durranti är en fjärilsart som beskrevs av Cockerell 1921. Gurnetia durranti ingår i släktet Gurnetia och familjen träfjärilar. Inga underarter finns listade i Catalogue of Life.